# Attrici (film)
Attrici (Actrices) è un film del 2007 diretto da Valeria Bruni Tedeschi.
L'attrice e regista italo-francese è alla sua seconda direzione dopo È più facile per un cammello...

## Trama
Marcelline è un'attrice quarantenne con crisi esistenziali e difficoltà nei rapporti d'amore. A un certo punto le viene proposto di interpretare Nathalia Petrovna nella piéce di Turgenev Un mese in campagna. Anche in questo caso avrà molte frustrazioni e ossessioni.

## Riconoscimenti
- Festival di Cannes 2007 - Premio Speciale della Giuria nella categoria Un Certain Regard
- Premi César 2008 - Nomination miglior attrice non protagonista a Noémie Lvovsky